# The Quiet American (novel·la)
The Quiet American és una novel·la escrita el 1955 per l'escriptor anglès Graham Greene.
Narrada en primera persona pel periodista Thomas Fowler, la novel·la narra la descomposició del colonialisme francès al Vietnam i els principis de la participació dels Estats Units en la Guerra del Vietnam. Una trama menor és un triangle amorós entre Fowler, un agent de la CIA de nom Alden Pyle i Phuong, una jove vietnamita.
La novel·la qüestiona implícitament les bases de la major participació dels Estats Units en la Guerra del Vietnam en la dècada dels 1950 i és única en la seva exploració del tema a través de la relació entre els tres protagonistes – Fowler, Pyle i Phoung. La novel·la va rebre molta atenció gràcies a la predicció que va fer de com acabaria la Guerra del Vietman i la política exterior americana que se'n derivaria. Greene fa que Pyle estigui tan cec per l'excepcionalisme americà que no pot veure les calamitats que fa al poble vietnamita. El llibre fa servir les experiències de Greene com a corresponsal de guerra pel The Times i Le Figaro a la Indoxina francesa entre 1951 i 1954. Sembla que es va inspirar per escriure The Quiet American durant l'octubre de 1951 mentre conduïa de la província de Ben Tre cap a Saigon. L'acompanya un treballador d'ajuda americà que l'alliçona sobre trobar una "tercer força al Vietnam".
Se'n van fer dues adaptacions cinematogràfiques, una el 1958 i l'altra el 2002.